# Jiji shimpō
Le Jiji shimpō (時事新報, Jiji shinpō), est un journal de langue japonaise fondé à l'ère Meiji (1868 - 1912) par l'intellectuel Fukuzawa Yukichi.

## Histoire
L'histoire de ce quotidien est peu documentée du fait notamment des dégâts occasionnés dans les locaux du journal par le séisme de Kantō de 1923.

## Création
Au début des années 1870, Fukuzawa Yukichi, fondateur de l'université Keiō, renonce à adopter un statut de samouraï et décline l'offre du gouvernement de Meiji, issu de la  révolution du même nom, de rejoindre ses rangs. Il préfère se consacrer à la mission éducatrice qu'il s'est assignée. Il s'engage dans la promotion des valeurs de la science et de l'esprit d'indépendance. Afin de soutenir son projet, il lance, en 1882, un nouveau journal qu'il baptise « Jiji shimpō » (littéralement : « journal de l'actualité »). La toute première édition de sa publication de presse sort le 1er mars 1882 et devient immédiatement le concurrent du Tokyo Nichi Nichi Shimbun et du Yomiuri shinbun, deux quotiens déjà bien installés dans le paysage de la presse nationale.
Fukuzawa est rapidement soupçonné de vouloir créer un nouveau parti politique. À l'époque, de nombreux journaux affichent dans leurs colonnes l'idéologie d'une mouvance politique active dans le pays. C'est le cas, par exemple, du Jū Shimbun (ja), organe de presse du parti libéral du Japon fondé par Itagaki Taisuke, une figure emblématique du libéralisme du Japon de l'ère Meiji, et du Hōchi Shimbun (ja) lié à Ōkuma Shigenobu, fondateur de l'université Waseda. Mais il dissipe rapidement ces soupçons, en affirmant l'indépendance de son journal et en proclamant le credo de son action, exposé dans son essai Bunmeiron no Gairyaku : promouvoir la « civilisation », c'est-à-dire l’approfondissement de la connaissance et de l’éducation.

## Fin de parution
Le Jiji shimpō paraît pour la dernière fois fin 1936, après plus de cinquante ans de parution.

## À voir aussi